# Lísek
Lísek, bis 1951 Lhota, ist eine Gemeinde in Tschechien. Sie liegt neun Kilometer nordwestlich von Bystřice nad Pernštejnem und gehört zum Okres Žďár nad Sázavou.

## Geographie
Lísek befindet sich in einem Quellgebiet im Südosten der Saarer Berge. Im Ortsteil Lísek entspringt der Janovický potok, in Lhota der Skalský potok und der Lísečký potok, westlich die Bystřice. Nördlich der Gemeinde erheben sich der Kamenec (780 m), Nové boudy (774 m), Vrch (703 m) und Panský kopec (672 m). Südöstlich liegt die Pletenice (734 m), im Westen der Lhotský Kříb (696 m) und die Pohledecká skála (812 m). Südlich befindet sich der Teich Skalský rybník.
Nachbarorte sind Kolonie Marie und Míchov im Norden, Strachujov im Nordosten, Velké Janovice im Osten, Písečné und Janovičky im Südosten, Bohuňov und Skalský Dvůr im Süden, Vojtěchov und Špimberk im Westen sowie Koníkov und Roženecké Paseky im Nordwesten.

## Geschichte
Die erste urkundliche Erwähnung des zur Burgherrschaft Pysselecz gehörigen Dorfes Lhota erfolgte im Jahre 1360. Das Dorf war eine der zahlreichen nach dem Lhotensystem gegründeten Ortschaften. In Lhota befand sich die während der Kolonisationszeit im 13. Jahrhundert errichtete Kirche des hl. Nikolaus, die als Filialkirche zu Bystřice und später zu Rozsochy gehörte.
Zum Ende des 15. Jahrhunderts gehörte Lhota zur Herrschaft Pernstein und seit 1588 zu Bystřice. Seit dem 16. Jahrhundert war Lhota der Sitz eines Richters. Ab 1750 wurde nordöstlich von Lhota im Wald Lísek die Ansiedlung Malý Lísek angelegt, die 1771 aus fünf Chaluppen bestand. 1785 erfolgte die Erhebung der Filialkirche St. Nikolaus zur Lokalie.
Nach der Aufhebung der Patrimonialherrschaften bildete Lhota ab 1850 eine Gemeinde im Bezirk Neustadtl. Die Freiwillige Feuerwehr von Lhota wurde 1892 gegründet. 1949 kam die Gemeinde zum Okres Bystřice nad Pernštejnem. Im Jahre 1951 wurden Lhota und Malý Lísek, das bis dahin zu Velké Janovice gehört hatte, unter dem neuen Gemeindenamen Lísek vereinigt. Zugleich wurde auch der Ortsteil Malý Lísek in Lísek umbenannt. 1961 erfolgte die Eingemeindung von Vojtěchov und die Gemeinde kam zum Okres Žďár nad Sázavou.
Bei der Volkszählung von 2001 hatte Lhota 327 Einwohner, Vojtěchov 32 und Lísek 11.

## Ortsgliederung
Die Gemeinde Lísek besteht aus den Ortsteilen Lhota (Lhotta), Lísek (bis 1951 Malý Lísek, deutsch Lissek) und Vojtěchov (Wojtiechow) sowie den Einschichten Špimberk (Spielberg), Skalský Dvůr (Skallahof) und Kolonie Marie.
Das Gemeindegebiet gliedert sich in die Katastralbezirke Lhota u Lísku, Lísek und Vojtěchov u Lísku.

## Sehenswürdigkeiten
- Kirche des hl. Nikolaus in Lhota, errichtet 1846 im Empirestil anstelle eine Vorgängerbaus aus dem 13. Jahrhundert
- Vlčí kámen, der Wolfstein am westlichen Fuße der Nové boudy erinnert an den 1830 geschossenen letzten Wolf der Vysočina.
- zwei denkmalgeschützte Linden und ein Ahorn an der Straße nach Míchov
- Teich Skalský rybník, am Skalský Dvůr, Erholungsgebiet

## Persönlichkeiten

### Söhne und Töchter der Gemeinde
- František Kozák (1857–1926), evangelischer Pfarrer, Liederdichter und Übersetzer, Herausgeber der Zeitschrift Hus, geboren in Lhota
- Jan Kozák (1860–1934), Lehrer und Buchautor

### In der Gemeinde lebten und wirkten
- Jan Pleskáč (1797–1873), der Schriftsteller und Volksaufklärer wirkte ab 1832 als Lokalist in Lhota
- Gustav Pfleger-Moravský (1833–1875), der Dichter lebte vom Herbst 1842 im Skalský Dvůr, wo sein Vater 1843 verstarb
- Ludvík Vrána (1883–1969), Theologe und Buchautor war von 1931 bis 1965 Pfarrer in Lhota